# Pałac Miejski (Jaipur)

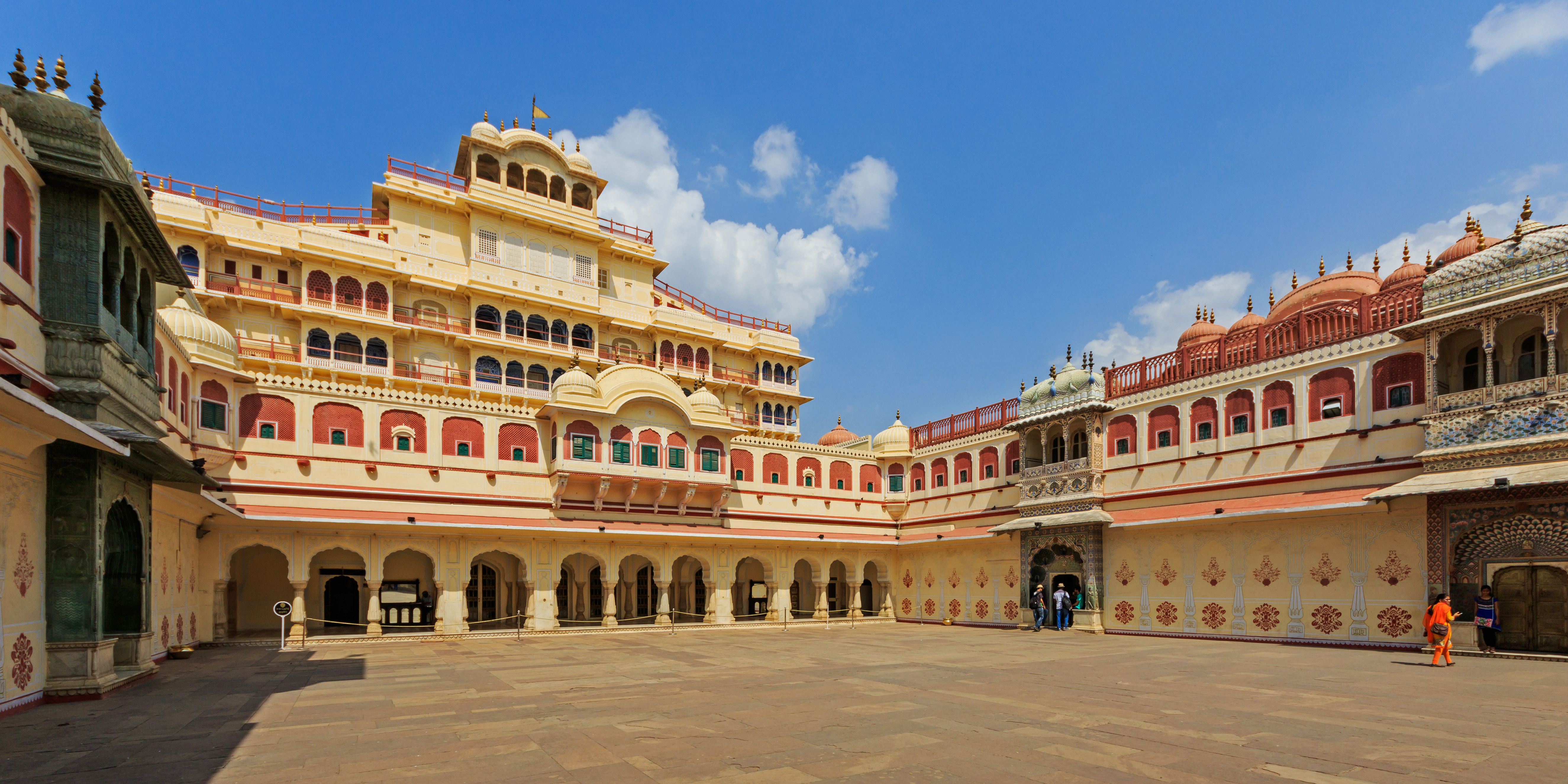
Pałac miejski w Jaipurze

Pałac Miejski (ang. City Palace) – kompleks ogrodów, dziedzińców i budynków pałacowych położony w Jaipurze (Indie), przykład połączenia architektury radźpuckiej i mogolskiej. Początki Pałacu Miejskiego sięgają XVIII wieku, ale w XIX, a nawet na początku XX wieku był on systematycznie rozbudowywany.
Do najciekawszych budowli na terenie Pałacu należą:
- Pałac Powitań (Mubarak Mahal) – wzniesiony na polecenie maharadży królestwa Amber Madho Singha II pod koniec XIX w. z przeznaczeniem dla odwiedzających Radżastan gości dygnitarzy. Architektem był Samuel Swinton Jacob[1]. Aktualnie w budynku miesci się muzeum pałacowe,
- Sala Audiencji Prywatnych (Diwan-i-Am),
- Sala Audiencji Publicznych (Diwan-i-Khas).

Jednymi z bardziej kuriozalnych eksponatów w Pałacu są kilkusetlitrowe srebrne kadzie, w których maharadża przewoził wodę z Gangesu – do picia w czasie wizyt w Anglii (jako pobożny hinduista nie pił angielskiej wody).